# Эрроу, Кеннет
Ке́ннет Джо́зеф Э́рроу (англ. Kenneth Joseph Arrow; 23 августа 1921, Нью-Йорк — 21 февраля 2017, Пало-Алто, Калифорния) — американский экономист, лауреат премии по экономике памяти Альфреда Нобеля за 1972 год (совместно с Джоном Хиксом) «за новаторский вклад в теорию общего экономического равновесия и теорию благосостояния», автор теоремы Эрроу, соавтор модели Эрроу — Дебрё и модели Эрроу — Ромера.
Эмерит-профессор Стэнфорда, ранее Университетский профессор Гарварда, член Национальной академии наук США и Американского философского общества (обоих — 1968), иностранный член Лондонского королевского общества (2006) и Российской академии наук (2016). Удостоен Национальной научной медали США (2004).

## Биография
Родился в семье румынских евреев. Родители эмигрировали в США из Молдовы: отец Хэрри Эрроу — из Поду-Илоаей (Ясский жудец), а мать Лилиан — из Ясс. Сестра — Анита Саммерс, экономист, специалист в области менеджмента, супруга экономиста Роберта Саммерса (брат П. Э. Самуэльсона) и мать экономиста Лоуренса Саммерса.
Окончил Сити-колледж (бакалавр по математике, 1940). Степени магистра математики (1941) и доктора философии по экономике (1951) получил в Колумбийском университете. Офицер метеослужбы военно-воздушных сил США (1942—1946), дослужился до звания капитана; результатом этого опыта стала его первая опубликованная работа — «Об оптимальном использовании ветров для планирования полётов».
В 1947—49 гг. исследовательский ассоциат Cowles Commission for Research in Economics. В 1948—49 гг. ассистент-профессор Чикагского университета. С 1949 года в Стэнфордском университете: ассистент-, ассоциированный, полный профессор. С 1968 года — в Гарварде, с 1974 года именной Университетский профессор (James Bryant Conant University Professor). В 1979 году вернулся профессором в Стэнфорд, эмерит с 1991 года.
Являлся президентом Эконометрического общества (1956), Американской экономической ассоциации (1973), Международной экономической ассоциации (1983—1986). Входил в редколлегию журнала Games and Economic Behavior.
Жена (с 1947 года) — Селма Швейцер, двое сыновей.

## Научное творчество
Эрроу сторонник рыночной экономики с умеренным государственным регулированием. В 1990-х годах совместно с рядом других Нобелевских лауреатов в области экономики давал как положительные, так и отрицательные оценки отдельных аспектов экономических реформ в России. В 1996 году он полагал, что переход России к рыночной экономике и особенно приватизация тяжелой промышленности должны происходить в течение длительного времени под контролем государства. Единственным оправданием «шоковых» реформ он считал желание гарантировать их необратимость.
Для Эрроу характерна умеренность и осторожность в выражении своих взглядов. Но в 2012 году он обещал, что череда экономических кризисов закончится через шесть лет.

### Теорема Эрроу о невозможности
Теорема Эрроу о невозможности коллективного выбора обобщает парадокс Кондорсе. Эта теорема доказывает, что никакая процедура коллективного выбора не может оптимально отразить индивидуальные предпочтения избирателей. В частности, корректное определение победителя на демократических выборах возможно не всегда.

### Модель Эрроу—Дебрё
Вместе с Ж. Дебрё разработал модель общего равновесия в их совместной статье «Существование равновесия для конкурентной экономики» («Existence of Equilibrium for a Competitive Economy») в журнале «Econometrica» в 1954 году. Впоследствии модель была усовершенствована другими экономистами и является отправным пунктом для всех теоретических разработок в области теории общего равновесия и других разделов современной экономической теории.

### Модель Эрроу—Ромера
Модель Эрроу—Ромера — эндогенная модель экономического роста, которая показывает устойчивый экономический рост на основе технического прогресса, который является следствием результата обучения работников в процессе деятельности.

## Награды и отличия
- Стипендия Гуггенхайма
- Медаль Джона Бейтса Кларка (1957)
- Нобелевская премия по экономике (1972)
- Лекция Джона фон Неймана (1977)
- Теоретическая премия фон Неймана (1986)
- Премия Кампе де Ферье (1998)
- Национальная научная медаль (2004)
- Почётный профессор российской Высшей школы экономики (2012)[17]
- Юбилейная золотая медаль Азербайджанского государственного экономического университета (2012)[18]
- Диплом и почётный доктор Азербайджанского государственного экономического университета (2012)[18]
- John von Neumann Award[англ.] (2013)
- Почётный доктор Венского университета.

### Работы
- Эрроу К. Дж., Гурвиц Л., Удзава Х. Исследования по линейному и нелинейному программированию. — М.: Издательство иностранной литературы, 1962. — 334 с. (англ. Studies in Linear and Non-linear Programming, 1958).
- Эрроу К. Дж. Коллективный выбор и индивидуальные ценности. — М.: ГУ ВШЭ, 2004. — 204 с. — ISBN 5-7598-0250-X (англ. Social Choice and Individual Values, 1951).

### Статьи
- Эрроу К. Дж. Применение теории управления к экономическому росту // Математическая экономия — М.: Мир, 1974 — С. 7—45.
- Эрроу К. Дж. Возможности и пределы рынка как механизма распределения ресурсов // THESIS, 1993, вып. 1. — С. 53—68.
- Эрроу К. Дж. Восприятие риска в психологии и экономической науке // THESIS, 1994, вып. 5. — С. 81—90.
- Эрроу К. Дж. Информация и экономическое поведение // Вопросы экономики. 1995. № 5. — С.98 — 107.
- Эрроу К. Дж. Переход к рыночной экономике: темпы и возможности // Проблемы теории и практики управления. 1995. № 5. — С. 8 — 13.
- Эрроу К. Дж. Экономическая трансформация: темпы и масштабы // Реформы глазами американских и российских ученых — М.: Российский экономический журнал, 1996. — С. 75 — 86.
- Эрроу К. Дж. К теории ценового приспособления // Вехи экономической мысли. Том 2. Теория фирмы / Под общ. ред. В. М. Гальперина. — СПб: Экономическая школа, 1999. — С. 432—447 — ISBN 5-900428-49-4 (англ. Toward a theory of price adjustment, 1977).
- Эрроу К. Дж. Неполное знание и экономический анализ // Истоки. Вып. 4 — М.: ГУ — ВШЭ, 2000. — С. 10-27.
- Эрроу К. Дж. Неопределенность и экономика благосостояния здравоохранения // Вехи экономической мысли. Т.4. Экономика благосостояния и общественный выбор / Под общ. ред. А. П. Заостровцева. — СПб.: Экономическая школа, 2004. — С. 293—338. — ISBN 5-902402-07-7 (англ. Uncertainty and the welfare economics of medical care, 1963).

### На английском
- Arrow K. The Economic Implications of Learning by Doing // Review of Economic Studies, Vol. 29, No. 3 (Jun., 1962), pp. 155—173.